# I Am (film din 2010)
I Am este un film regizat de John Ward. A fost lansat pe 1 octombrie 2010.

## Acțiunea
Odată, Los Angeles era numit Orașul Îngerilor. În timp, a devenit Orașul Sufletelor Pierdute. Zece străini se încurcă în meandrele vieții din Los Angeles. În timp ce se chinuie să își rezolve singuri problemele, situația  se înrăutățește și mai mult – problemele lor se înmulțesc și se răspândesc în viețile mai multora. Și totuși există o prezență care nu îi părăsește niciodată. Un glas singuratic al rațiunii și al compasiunii în mijlocul unor vieți în flăcări.  

## Distribuția
- Tomas Boykin ca I Am
- Jay Hindle ca Lance Vita
- John Ward ca Aaron Rossdale
- Todd Zeile ca Trevor Evans
- Stefan Hajek ca Jake Russell
- Amy Holland ca Alice Bordeaux
- Kate Bishop ca Elaine
- Greg Fisk ca Dr. Ortus
- Christinna Chauncey ca Angelica Vita
- Gary Edward ca Selani
- Laura McHenry ca Eva
- Josie Gammell ca Lt. Everett
- Clay Randall ca Spenser Hamilton
- Rosalie Autumn Miller ca Liz
- Garrett Zeile ca Will Evans
- Courtney Duckworth ca Sarah Russell
- Ace Marrero ca Officer Allegro
- Rosalie Autumn Miller ca Liz
- Marijana Pecijarevska ca Selani's Girlfriend
- Clay Randal ca Spenser Hamilton
- Erin Stegeman ca Dr. Carmichael